# Glenea pieliana
Glenea pieliana är en skalbaggsart som beskrevs av J. Linsley Gressitt 1939. Glenea pieliana ingår i släktet Glenea och familjen långhorningar. Inga underarter finns listade i Catalogue of Life.